# 62-й армійський корпус (Третій Рейх)
LXII-й (62-й) армі́йський ко́рпус (нім. LXII. Armeekorps) — армійський корпус Вермахту за часів Другої світової війни.

## Історія
LXII-й армійський корпус був сформований 5 серпня 1944 на базі 62-го резервного корпусу на території Південної Франції.

## Райони бойових дій
- Південна Франція (серпень — листопад 1944).

## Командування

### Командири
- генерал від інфантерії Фердинанд Нойлінг (нім. Ferdinand Neuling) (5 серпня — 2 листопада 1944).

## Бойовий склад 62-го армійського корпусу
Формування управління, забезпечення та підтримки
- 219-те артилерійське командування (Arko 219),
- 462-га корпусна моторизована рота зв'язку (Nachrichten-Kompanie 462 (mot).

- 148-ма піхотна дивізія (148. Infanterie-Division);
- 242-га піхотна дивізія (242. Infanterie-Division).